# Abony
Abony (německy Wabing) je město v Maďarsku v Pešťské župě v okrese Cegléd.
Má rozlohu 127,97 km² a v roce 2013 zde žilo 14 769 obyvatel.

## Historie
Archeologický průzkum na území města odhalil avarské hroby ze 7.–8. století. První písemná zmínka pochází z roku 1450, město je uváděno pod jménem Aban. V roce 1515 získal území darem Štefan Verbőci. O sedm let později, roku 1522, padlo město pod nadvládu Osmanů. Zničeno bylo téměř celé během bojů v roce 1597. 
Znovuosidlování začalo nedlouho poté, co byli Turci ze Střední Evropy vyhnáni. Pomalou obnovu sídla nicméně přerušila Rákocziho vzpoura na počátku 18. století. Obyvatelé Abony uprchli do nedalekého města Nagykőrös. V roce 1748 Abony získalo statut města s tržními právy. V témže století se do Abony přistěhovali první Židé. V roce 1756 zde postavili synagogu a zhruba o tři desítky let později i židovskou školu. V roce 1840 zde žilo 912 Židů.
V roce 1849 došlo u Abony k bitvě, kde vojska Móra Perczela zvítězila nad rakouskou armádou.

## Pamětihodnosti
Městské muzeum se nachází v budově bývalého špýcharu. Dochován je také zámek Ference Kazinczyho a bývalá synagoga. Místní římskokatolický kostel sv. Štěpána  byl postaven roku 1785.

## Partnerská města
- Reci, Rumunsko
- Skrzyszów, Polsko

## Rodáci
- János Varga (21. října 1939) - bývalý maďarský zápasník a olympijský vítěz